# Робер Коен
Робе́р Кое́н (фр. Robert Cohen; 15 листопада 1930 — 2 березня 2022) — французький боксер. Чемпіон світу серед професіоналів у легшій вазі (1954—1956).

## Життєпис
Народився в портовому місті Бон, нині — Алжир, в родині сефардів. Боксом займався всупереч волі батька, споглядаючи за боксерськими поєдинками свого старшого брата Леона. У 1950 році виграв першість Алжиру серед любителів і взяв участь у першості Франції, де поступився у фіналі Жаку Дюменілю. Наступного року також брав участь у першості Франції, але поступився Жозефу Пересу.
12 вересня 1951 року дебютував у професійному боксі.
6 листопада 1953 року провів бій за звання чемпіона Франції проти Моріса Сандейрона, здобувши в ньому перемогу за очками і таким чином виборовши чемпіонський титул.
27 лютого 1954 року у Белфасті (Північна Ірландія) відбувся бій за звання чемпіона Європи у легшій вазі за версією EBU між чинним чемпіоном Джоном Келлі та Робером Коеном. Протягом другого раунду Келлі п'ять разів побував у нокдауні, а у третьому раунді був нокаутований Коеном.
19 вересня 1954 року у Бангкоку (Таїланд) відбувся бій за вакантний титул чемпіона світу у легшій вазі між місцевим боксером Чемроеном Сонгкітратом і Робером Коеном. 60 000 глядачів, серед яких були король і королева Таїланду, заповнили Національний стадіон. Двобій проходив у жорсткій боротьбі: попри те, що Коен серйозно розтягнув праву руку в п'ятому раунді, Сонгкітрат отримав зламаний ніс у шостому раунді і сильно кровоточив до кінця бою. Після 15-ти раундів розділеним рішенням суддів новим чемпіоном світу у легшій вазі став Робер Коен. У грудні того ж року Коен нокаутував у четвертому раунді свого співвітчизника Роя Анкра.
У січні 1955 року Коен потрапив в автокатастрофу і не зміг провести захист титулу в бою проти мексиканця Рауля Масіаса, тому NBA позбавила його чемпіонського титулу.
3 вересня 1955 року в Йоганнесбурзі (ПАР) відбувся двобій за звання чемпіона світу у легшій вазі між Робером Коеном і південноафриканцем Віллі Товілом. Протягом бою Товіл чотири рази побував у нокдауні: тричі у другому раунді та ще раз у десятому, проте бій завершився у нічию.
29 червня 1956 року Робер Коен програв бій за звання чемпіона світу у легшій вазі італійцю Маріо д'Агата. Після шостого раунду рефері зупинив бій, вочевидь за рішенням Коена, хоча згодом останній різко протестував проти зупинки.
Після трирічної паузи 13 липня 1959 року Робер Коен здійснив спробу повернутися в ринг, але, поступившись південноафриканцю Петеру Локу, завершив свою боксерську кар'єру.
Переїхав разом з дружиною до Конго, згодом — у Бельгію.